# Brave Combat Federation

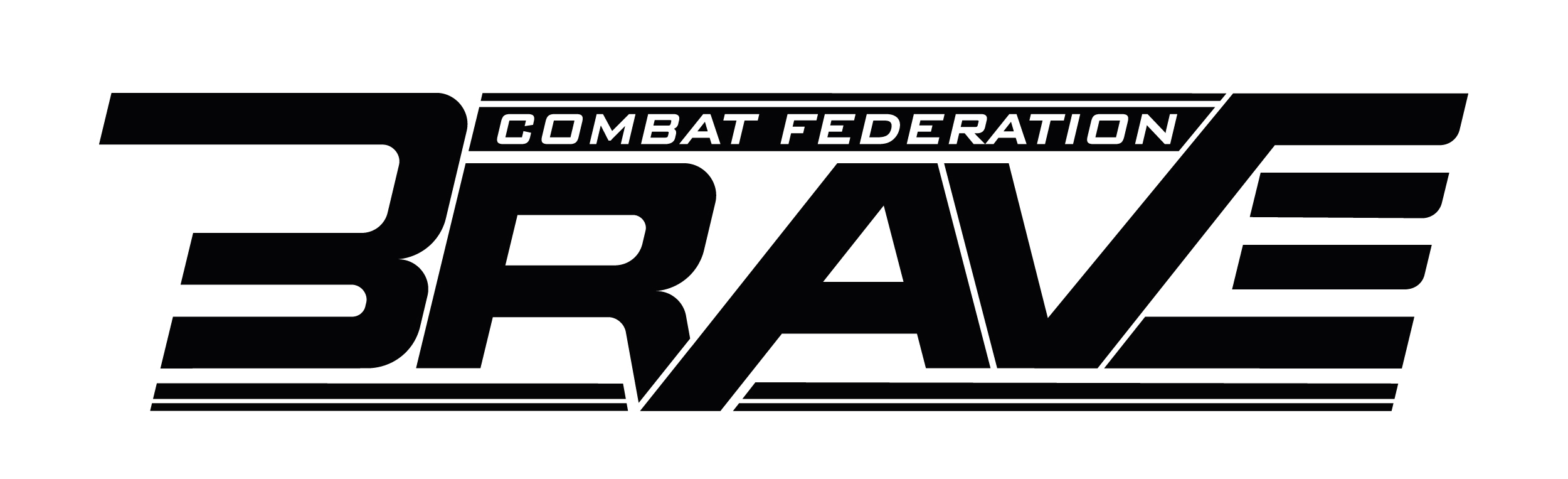
Logo

Brave Combat Federation, Brave CF – bahrajńska organizacja promująca walki MMA (Mixed Martial Arts), która została założona 23 września 2016 roku przez szejka, Khalida bin Hamada Al Khalifa. Brave CF zrzesza zawodników z ponad 80 krajów na pięciu kontynentach. Wydarzenia są transmitowane za pośrednictwem wielu partnerów medialnych, w tym El Rey Network, Combate, Myx TV, S+A ESPN 5 i Bahrain Radio and Television Corporation. Organizacja wyprodukowała sześć wydarzeń PPV oprócz ogłaszania wydarzeń w Abu Zabi i Brazylii. W 2023 Brave CF ustanowiło nowy rekord federacji MMA, organizującej wydarzenia w największej liczbie krajów po zorganizowaniu wydarzeń w 30 krajach na całym świecie.

## Reguły walk

### MMA
- walki toczone są na specjalnym klatko-ringu lub w klatce
- dystans trzech rund, po 5 minut każda
- dystans pięciu rund w walkach o pas mistrza organizacji Brave Combat Federation

### Sposoby wyłonienia zwycięzcy w standardowych regułach MMA
- nokaut
- poddanie (odklepanie lub werbalne)
- techniczne poddanie
- techniczny nokaut
- decyzję sędziów
- dyskwalifikację

## Kategorie wagowe
- Musza (do 57 kg / 125 lb)
- Kogucia (do 61 kg / 135 lb)
- Piórkowa (do 66 kg / 145 lb)
- Lekka (do 70 kg / 155 lb)
- Superlekka (do 74 kg / 165 lb)
- Półśrednia (do 79 kg / 175 lb)
- Średnia (do 84 kg / 185 lb)
- Półciężka (do 93 kg / 205 lb)
- Ciężka (do 120 kg / 265 lb)

## Aktualni mistrzowie
| Kategoria        | Waga        | Mistrz                | Od                   | Obrony tytułu |
| ---------------- | ----------- | --------------------- | -------------------- | ------------- |
| Ciężka           | ponad 93 kg | Pavel Dailidko        | 28 września 2024     | 1             |
| Półciężka        | do 93 kg    | Erko Jun              | 28 września 2024     | 0             |
| Średnia          | do 84 kg    | Mohammad Fakhreddine  | 7 czerwca 2025       |               |
| Super półśrednia | do 79 kg    | Luiz Cado Simon       | 19 października 2024 | 0             |
| Superlekka       | do 74 kg    | Eldar Eldarov         | 19 kwietnia 2019     | 1             |
| Lekka            | do 70 kg    | Abdisalam Kubanychbek | 18 lutego 2023       | 3             |
| Piórkowa         | do 66 kg    | Nemat Abdrashitov     | 24 czerwca 2023      | 0             |
| Kogucia          | do 61 kg    | Bronislav Nikolić     | 7 czerwca 2025       |               |
| Musza            | do 57 kg    |                       |                      |               |

### Historia

#### Waga ciężka (powyżej 93 kg)
| Nr | Mistrz                                   | Od                             | Do    | Obrony tytułu                                            |
| -- | ---------------------------------------- | ------------------------------ | ----- | -------------------------------------------------------- |
| 1. | Pavel Dailidko (pokonał Patryka Dubielę) | 28 września 2024 (Brave CF 88) | nadal | - pokonał Oddie'ego Delaney'a 17 maja 2025 (Brave CF 94) |

#### Waga półciężka (do 93 kg)
| Nr    | Mistrz                                              | Od                                                   | Do               | Obrony tytułu | |
| ----- | --------------------------------------------------- | ---------------------------------------------------- | ---------------- | --- | --- |
| 1.    | Klidson Abreu (pokonał Timo Feuchta)                | 12 sierpnia 2017 (Brave CF 8: The Rise of Champions) | 5 lipca 2018     | - pokonał Matt Baker 13 kwietnia 2018 (Brave CF 11)                                                                                                 | |
| Wakat | Wakat                                               | 5 lipca 2018                                         | 1 sierpnia 2021  | Abreu zwakował pas mistrzowski i rozstał się z organizacją                                                                                          | Abreu zwakował pas mistrzowski i rozstał się z organizacją                                                                                          |
| 2.    | Mohammed Said Maalem (pokonał Mohammad Fakhreddine) | 1 sierpnia 2021 (Brave CF 52: Bad Blood)             | 15 sierpnia 2021 | | |
| Wakat | Wakat                                               | 15 sierpnia 2021                                     | 11 marca 2022    | Said Maalem został pozbawiony tytułu 15 sierpnia 2021, kiedy jego walka z Fakhreddine została unieważniona z powodu nielegalnych ciosów w tył głowy | Said Maalem został pozbawiony tytułu 15 sierpnia 2021, kiedy jego walka z Fakhreddine została unieważniona z powodu nielegalnych ciosów w tył głowy |
| 3.    | Mohammad Fakhreddine (pokonał Mohammed Said Maalem) | 11 marca 2022 (Brave CF 57)                          | sierpień 2022    | | |
| Wakat | Wakat                                               | sierpień 2022                                        | 28 września 2024 | Fakhreddine wypełnił kontrakt z organizacją i zwakował tytuł mistrzowski                                                                            | Fakhreddine wypełnił kontrakt z organizacją i zwakował tytuł mistrzowski                                                                            |
| 4.    | Erko Jun (pokonał Alexandera Wesnera)               | 28 września 2024 (Brave CF 88)                       | nadal            | | |

#### Waga średnia (do 84 kg)
| Nr    | Mistrz                                         | Od                             | Do               | Obrony tytułu                                                            |                                                                          |
| ----- | ---------------------------------------------- | ------------------------------ | ---------------- | ------------------------------------------------------------------------ | ------------------------------------------------------------------------ |
| 1.    | Daniel Pereira (pokonał Chada Hanekoma)        | 7 grudnia 2019 (Brave CF 31)   | 17 września 2020 |                                                                          |                                                                          |
| 2.    | Mohammad Fakhreddine (pokonał Daniela Pereirę) | 17 września 2020 (Brave CF 41) | sierpień 2022    |                                                                          |                                                                          |
| Wakat | Wakat                                          | sierpień 2022                  | 7 czerwca 2025   | Fakhreddine wypełnił kontrakt z organizacją i zwakował tytuł mistrzowski | Fakhreddine wypełnił kontrakt z organizacją i zwakował tytuł mistrzowski |
| 3.    | Mohammad Fakhreddine (pokonał Erko Juna)       | 7 czerwca 2025 (Brave CF 96)   |                  |                                                                          |                                                                          |

#### Waga Super półśrednia (do 79 kg)
| Nr    | Mistrz                                                | Od                                                   | Do                                              | Obrony tytułu                                                             |
| ----- | ----------------------------------------------------- | ---------------------------------------------------- | ----------------------------------------------- | ------------------------------------------------------------------------- |
| 1.    | Carlston Harris (pokonał Carla Bootha)                | 12 sierpnia 2017 (Brave CF 8: The Rise of Champions) | 21 września 2018 (Brave CF 16)                  |                                                                           |
| 2.    | Jarrah Al-Silawi (pokonał Carlstona Harrisa)          | 21 września 2018 (Brave CF 16)                       | 19 kwietnia 2019 (Brave CF 23: Pride and Honor) |                                                                           |
| 3.    | Abdoul Abdouraguimov (pokonał Jarraha Al-Silwani'ego) | 19 kwietnia 2019 (Brave CF 23: Pride and Honor)      | 4 października 2019 (Brave CF 27)               |                                                                           |
| 4.    | Jarrah Al-Silawi (pokonał Abdoul Abdouraguimov)       | 4 października 2019 (Brave CF 27)                    | 10 września 2021                                | - pokonał Ismaiła Naurdijewa 1 kwietnia 2021 (Brave CF 50)                |
| Wakat | Wakat                                                 | 10 września 2021                                     | 19 października 2022                            | Al-Silwani zwakował pas mistrzowski i podpisał kontrakt z organizacją PFL |
| 5.    | Marcin Bandel (pokonał Ismaiła Naurdijewa)            | 19 października 2022 (Brave CF 63)                   | 5 grudnia 2023                                  |                                                                           |
| 6.    | Kamal Magomiedow (pokonał Marcina Bandla)             | 5 grudnia 2023 (Brave CF 77)                         | 19 października 2024                            |                                                                           |
| 7.    | Luiz Cado Simon (pokonał Kamala Magomiedowa)          | 19 października 2024 (Brave CF 89)                   | aktualny                                        |                                                                           |

#### Waga superlekka (do 74 kg)
| Nr | Mistrz                                  | Od                                              | Do       | Obrony tytułu                                           |
| -- | --------------------------------------- | ----------------------------------------------- | -------- | ------------------------------------------------------- |
| 1. | Eldar Eldarov (pokonał Mounira Lazzeza) | 19 kwietnia 2019 (Brave CF 23: Pride and Honor) | aktualny | - pokonał Leonardo Mafra 16 stycznia 2021 (Brave CF 46) |

#### Waga lekka (do 70 kg)
| Nr         | Mistrz                                                                                                 | Od                              | Do                | Obrony tytułu |
| ---------- | --- | ------------------------------- | ----------------- | --- |
| 1.         | Ottman Azaitar (pokonał Alejandro Martineza)                                                           | 17 listopada 2017 (Brave CF 9)  | 19 września 2018  | |
| Tymczasowy | Lucas Martins (pokonał Luan Santiago)                                                                  | 13 kwietnia 2018 (Brave CF 11)  | 16 listopada 2018 | |
| Wakat      | Wakat                                                                                                  | 19 września 2018                | 16 listopada 2018 | Ottman Azaitar został pozbawiony tytułu i zwolniony z organizacji. Powodem zwolnienia było niepodjęcie obrony mistrzowskiego tytułu |
| 2.         | Abdul-Kareem Al-Selwady (w pojedynku o unifikację tytułu pokonał tymczasowego mistrza Lucasa Martinsa) | 16 listopada 2018 (Brave CF 18) | 19 kwietnia 2019  | |
| 3.         | Luan Santiago (pokonał Abdul-Kareem Al-Selwady)                                                        | 19 kwietnia 2019 (Brave CF 23)  | 30 sierpnia 2019  | |
| 4.         | Cleiton Silva (pokonał Abdul-Kareem Al-Selwady)                                                        | 30 sierpnia 2019 (Brave CF 25)  | 5 listopada 2020  | |
| 5.         | Amin Ayoub (pokonał Cleitona Silvę)                                                                    | 5 listopada 2020 (Brave CF 44)  | 25 września 2021  | |
| 6.         | Ahmed Amir (pokonał Amina Ayouba)                                                                      | 25 września 2021 (Brave CF 54)  | 10 stycznia 2023  | |
| Wakat      | Wakat                                                                                                  | 10 stycznia 2023                | 18 lutego 2023    | Ahmed Amir został pozbawiony tytułu 10 stycznia 2023 z powodu niepewności co do jego statusu dotyczącego przyszłych startów         |
| 7.         | Abdisalam Kubanychbek (pokonał Kamila Magomedowa)                                                      | 18 lutego 2023 (Brave CF 69)    | nadal             | - pokonał Lucas Martins 5 grudnia 2023 (Brave CF 77) - pokonał Raula Tutarauliego 22 września 2024 (Brave CF 87)                    |

#### Waga piórkowa (do 66 kg)
| Nr    | Mistrz                                    | Od                                  | Do                   | Obrony tytułu                                                            |
| ----- | ----------------------------------------- | ----------------------------------- | -------------------- | ------------------------------------------------------------------------ |
| 1.    | Elias Boudegzdame (pokonał Masio Fullen)  | 31 maja 2017 (Brave 4: Unstoppable) | 21 września 2018     | - pokonał Jakub Kowalewicz 2 marca 2018 (Brave CF 10: The Kingdom Rises) |
| 2.    | Bubba Jenkins (pokonał Elias Boudegzdame) | 21 września 2018 (Brave CF 16)      | marzec 2020          | - pokonał Lucas Martins 25 lipca 2019 (Brave CF 24)                      |
| Wakat | Wakat                                     | 5 lipca 2021                        | 22 października 2022 | Jenkins zwakował pas mistrzowski i podpisał kontrakt z organizacją PFL   |
| 3.    | Roman Bogatov (pokonał Tae Kyun Kim)      | 22 października 2022 (Brave CF 64)  | 23 czerwca 2023      |                                                                          |
| 4.    | Nemat Abdrashitov (pokonał Roman Bogatov) | 23 czerwca 2023 (Brave CF 72)       | nadal                |                                                                          |

#### Waga kogucia (do 61 kg)
| Nr    | Mistrz                                  | Od                                                       | Do                            | Obrony tytułu |
| ----- | --------------------------------------- | -------------------------------------------------------- | ----------------------------- | --- |
| 1.    | Stephen Loman (pokonał Gary Mangata)    | 17 listopada 2017 (Brave CF 9: The Kingdom of Champions) | 5 lipca 2021                  | - pokonał Frans Mlambo 9 czerwca 2018 (Brave CF 13: European Evolution) - pokonał Felipe Efrain 16 listopada 2018 (Brave CF 18) - pokonał Elias Boudegzdame 15 marca 2019 (Brave CF 22: Storm of Warriors) - pokonał Louie Sanoudakis 23 listopada 2019 (Brave CF 30) |
| Wakat | Wakat                                   | 5 lipca 2021                                             | 11 marca 2022                 | Loman zwakował pas mistrzowski i podpisał kontrakt z organizacją ONE Championship |
| 2.    | Brad Katona (pokonał Hamza Kooheji)     | 11 marca 2022 (Brave CF 57)                              | ?                             | |
| Wakat | Wakat                                   | ?                                                        | 12 sierpnia 2023              | Katona podpisał kontrakt z UFC |
| 3.    | Jose Torres (pokonał Nkosi Ndebele)     | 12 sierpnia 2023 (Brave CF 73)                           | 15 grudnia 2023 (Brave CF 80) | |
| 4.    | Nkosi Ndebele (pokonał Jose Torresa)    | 15 grudnia 2023 (Brave CF 80)                            | 13 grudnia 2024               | - pokonał Jose Torresa 11 maja 2024 (Brave CF 82) |
| 5.    | Nicholas Hwende (pokonał Nkosi Ndebele) | 13 grudnia 2024 (Brave CF 91)                            | nadal                         | |

#### Waga musza (do 57 kg)
| Nr | Mistrz | Od | Do | Obrony tytułu |
| -- | ------ | -- | -- | ------------- |

## Polacy walczący dla organizacji Brave Combat Federation

### Obecni polscy zawodnicy
- Mansur Abdurzakow
- Marcin Bandel
- Jakub Drozdowski
- Patryk Dubiela
- Patryk Krzak
- Arkadiusz Pałkowski

### Byli polscy zawodnicy
- Wawrzyniec Bartnik
- Maciej Gierszewski
- Adrian Gralak
- Oskar Herczyk
- Kinga Jendrasik
- Łukasz Parobiec
- Jakub Kowalewicz
- Robert Maruszak
- Marcin Naruszczka
- Łukasz Olech
- Dominika Steczkowska
- Ewelina Woźniak